# 代々木会館
代々木会館（よよぎかいかん）は、かつて東京都渋谷区代々木一丁目に存在していた雑居ビル。

## 概要
東京都道414号四谷角筈線とJR東日本代々木駅に挟まれた区画にある、長辺15 m、短辺5 m、奥行24 mの台形状の敷地に建てられた建物である。1945年4月13日のB-29による東京大空襲で代々木駅前は焼け野原となり、第二次世界大戦後の復興で代々木駅前には間口一間半（約2.7 m）のバラックが建ち並んだ。1964年東京オリンピック開催に伴い、東京都道414号四谷角筈線の道路拡張が行われる事となり、バラックの移転先として代々木会館が建設され、主な店舗が入居した。
その外観から「代々木の九龍城」「東京の九龍城砦」「魔窟」とも呼ばれており、2階に飲食店街が作られたほか、パチンコ店、雀荘、ビリヤード場なども入居し、それらの店舗が退去した後も看板は残されていた。末期には3階に中国書籍専門店、1階に立ち食い寿司屋、居酒屋兼食堂などが入居していた。
最後まで入居していた店舗は、代々木会館が開館した年から入居していた最古参の中国書籍専門店「東豊書店」。店主が90歳という齢を重ねながらも現役としてビルの閉鎖・解体まで営業していた。
萩原健一と水谷豊扮する私立探偵を主役に1974年10月から1975年3月にかけて放映された東宝・渡辺企画製作のテレビドラマ『傷だらけの天使』（日本テレビ放送網）に登場する「エンジェルビル」のロケ地となり、2019年のアニメーション映画『天気の子』の舞台にもなった。
代々木駅前の一等地にあり、2000年代初頭から再開発によるビル建て替えの話が持ち上がるが、区分所有が42筆にも及ぶなど権利関係の複雑さから何度も頓挫していた。その権利関係が解消されて地上げが完了し、2019年8月1日から2020年1月30日にかけて解体工事が行われ、跡地には地上9階建てのオフィスビル「プレンジ代々木」が2022年5月に竣工した。

## 最寄りの鉄道駅
- JR東日本代々木駅（山手線・中央本線）
- 都営地下鉄大江戸線 代々木駅

## ギャラリー

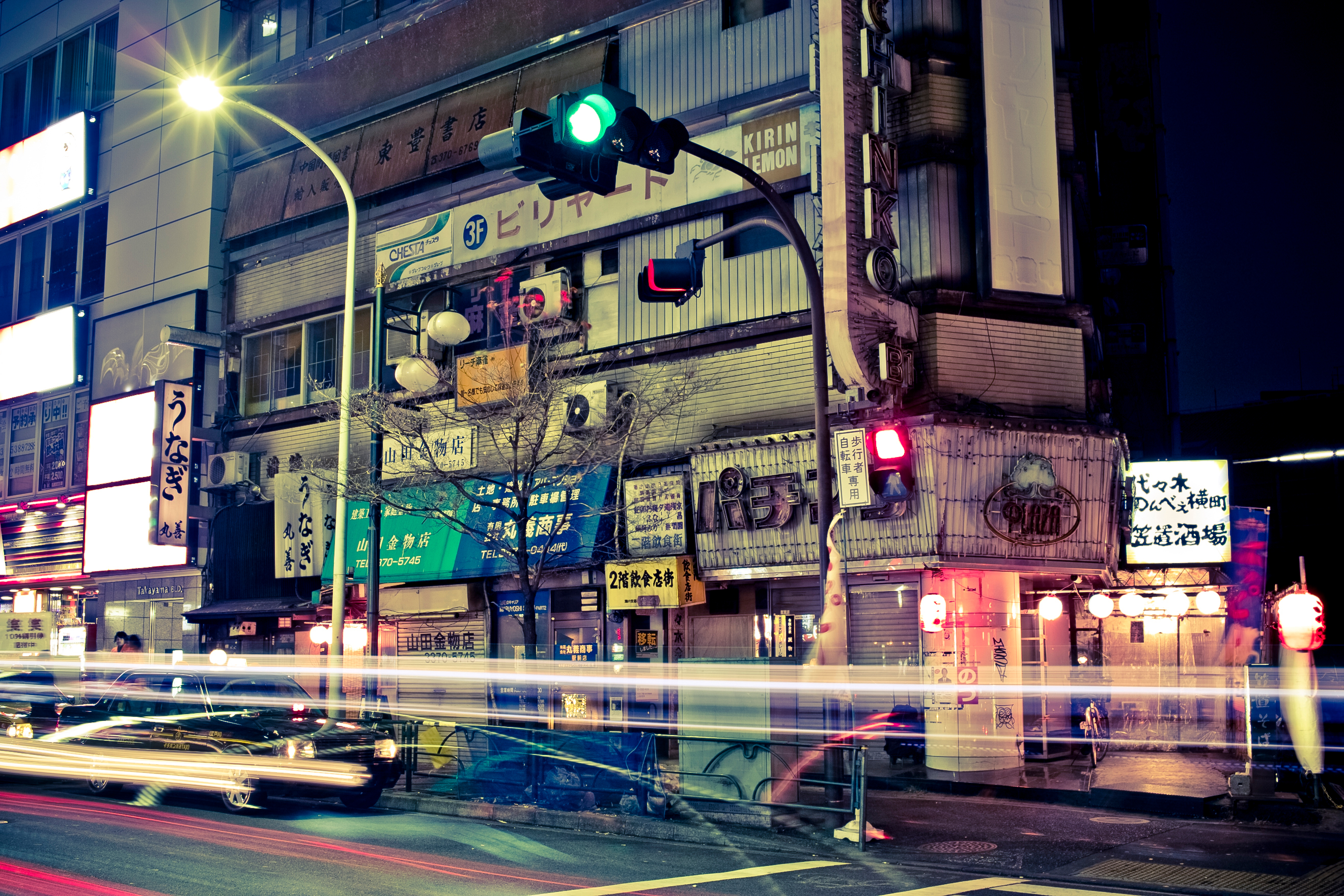
夜の代々木会館（2012年1月）
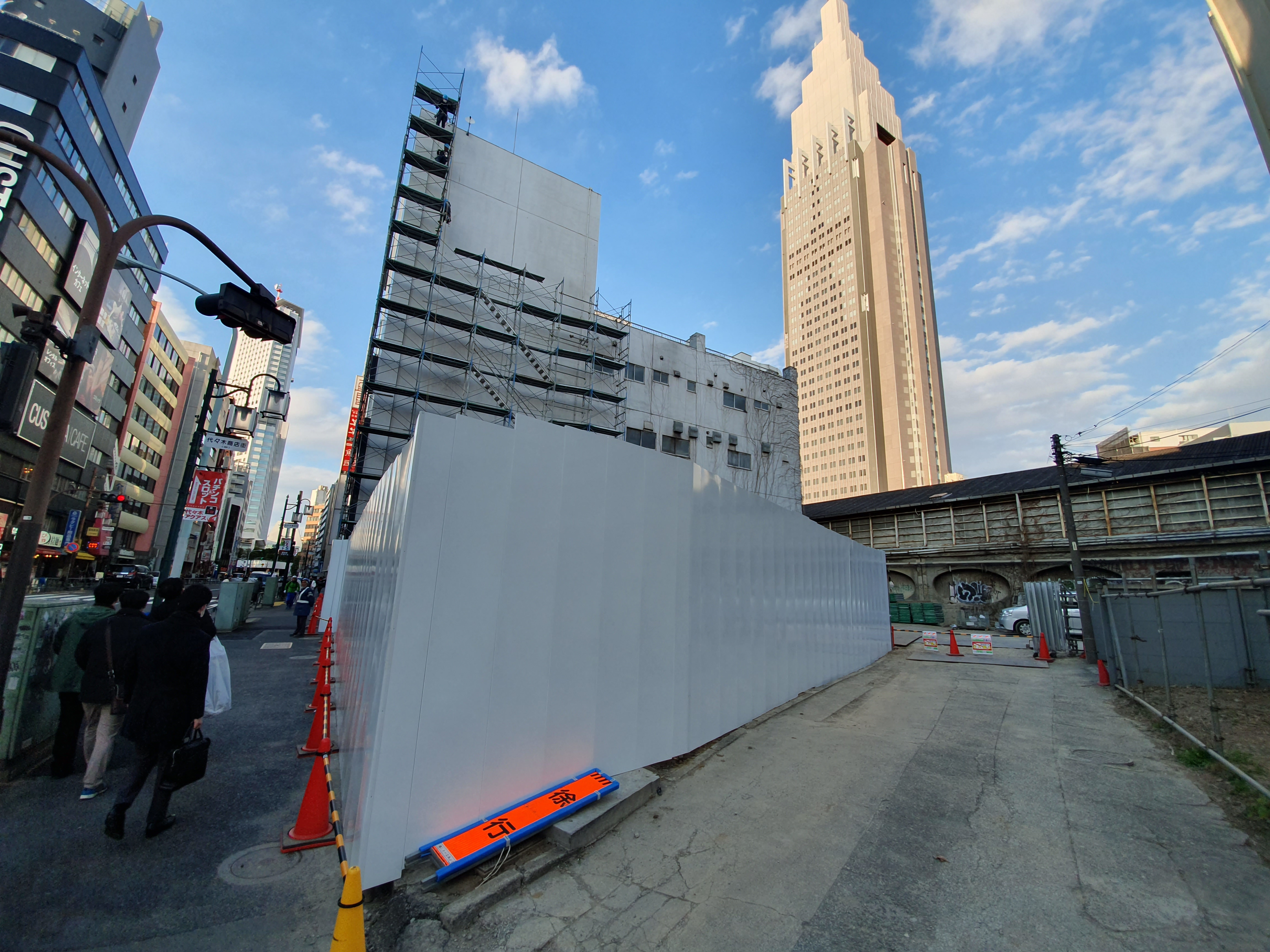
解体後（2020年2月）
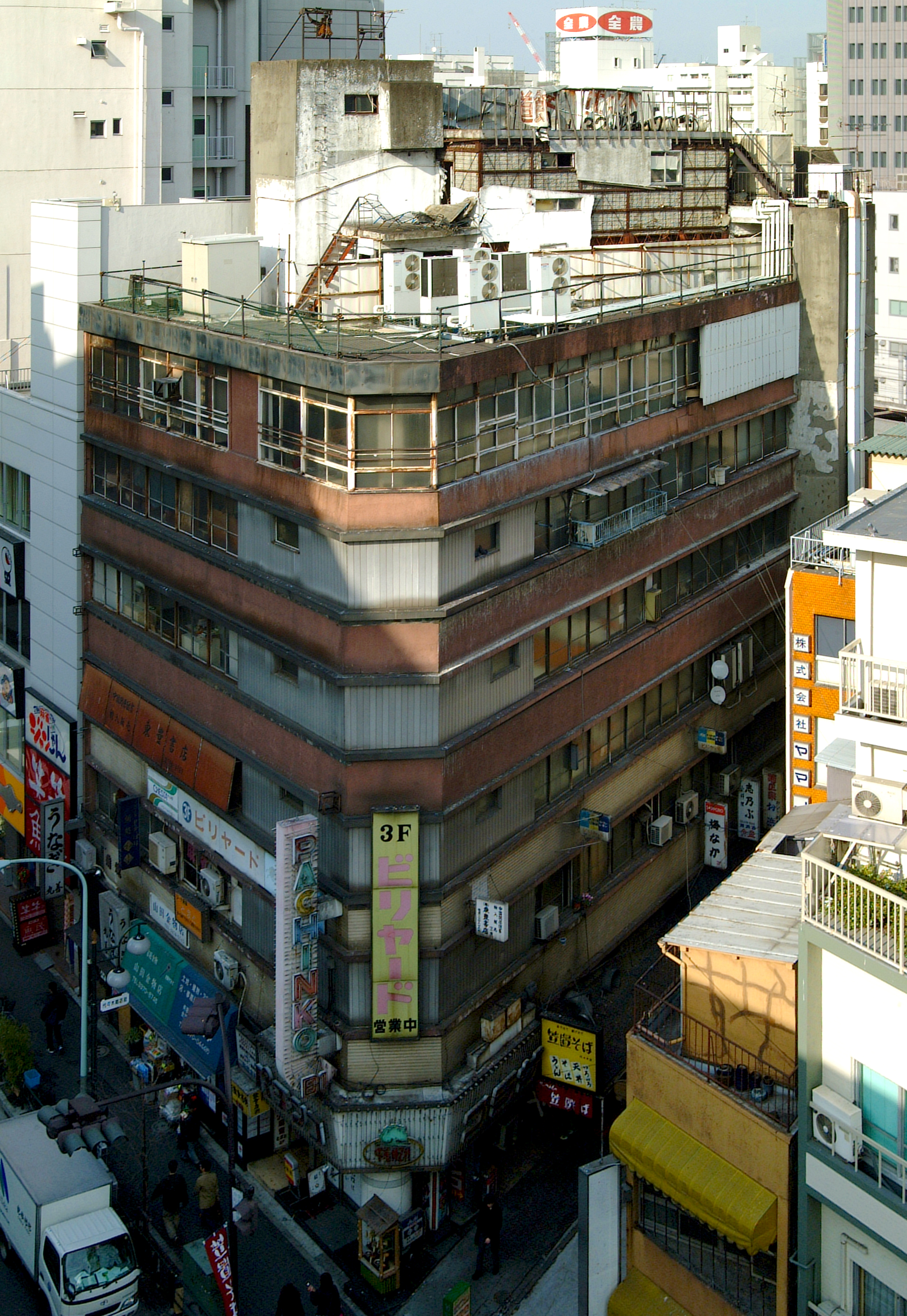
2004年当時の代々木会館。屋上のペントハウスは2011年の東日本大震災で崩落。